# Polícia comunitária
Polícia comunitária é uma filosofia e uma estratégia organizacional que proporciona uma parceria entre a população e a polícia, baseada na premissa de que tanto a polícia quanto a comunidade devem trabalhar juntas para identificar, priorizar e resolver problemas contemporâneos, como crimes, drogas, medos, desordens físicas, morais e até mesmo a decadência dos bairros, com o objetivo de melhorar a qualidade geral de vida na área.  O policiamento comunitário baseia-se na crença de que os problemas sociais terão soluções cada vez mais efetivas, na medida em que haja a participação de todos na sua identificação, análise e discussão.

## Observação
O conceito de polícia comunitária não deve ser confundido com as modalidades de policiamento; as quais são as ações desenvolvidas pelas polícias desde a década de 1980.
Essas modalidades são designadas de diferentes maneiras em cada corporação, tais como:
- PMPR - Policiamento Modular, Patrulha Escolar Comunitária, Policiamento Ostensivo Volante, Bombeiro Mirim, etc..
- PMERJ - Unidade de Polícia Pacificadora, etc..
- Dentre outras.